# Noc Kupały
Noc Kupały (biał. Kupałle, ros. Iwan Kupała, Kupała, ukr. Iwan Kupało) – święto przesilenia letniego w religii Słowian, w późniejszym okresie zaadaptowanego na drodze inkulturacji przez chrześcijaństwo i powiązanego z postacią świętego Jana Chrzciciela. Jedno z głównych świąt ludowych Słowian wschodnich. W tradycji ludowej pierwotnie obchodzone było w terminie przesilenia, jednak w następstwie działalności chrystianizacyjnej Kościoła nastąpiło powiązanie święta z wigilią zbiegającego się z nim czasowo święta Narodzenia św. Jana Chrzciciela.
Z Nocą Kupały związany jest szereg czynności i obrzędów, takich jak zbieranie ziół i kwiatów i ozdabianie nimi ludzi, zwierząt i domów, wchodzenie do wody, kąpanie się, oblewanie wodą, posyłanie wianków na wodzie, rozpalanie ognisk, tańce, śpiewy, skoki przez ogień, polowanie na czarownice i odstraszanie ich. Wierzono także, że tego dnia słońce oddaje się igraszkom i dzieją się inne cuda natury. Świętowanie odbywa się w pobliżu wody, na wzgórzach. Uczestniczą w nim młodzi mężczyźni i kobiety.
Obrzędy i symbolika święta zdaniem badaczy wskazują na jego przedchrześcijańskie pochodzenie.

## Termin obchodów
Pierwotne obchody Nocy Kupały przeprowadzane były w okresie przesilenia letniego , podczas najkrótszej nocy w roku, wypadającej zwykle około 21-22 czerwca. Zbiegły się one z przypadającą na 23 czerwca wigilią św. Jana, w Polsce potocznie zwaną Nocą Świętojańską, poprzedzającą chrześcijańskie święto Narodzenia św. Jana Chrzciciela (24 czerwca). Na drodze inkulturacji Noc Świętojańska przejęła wiele starożytnych, słowiańskich tradycji letniego przesilenia. W wyniku reformy kalendarza juliańskiego (którym do dziś posługuje się w roku liturgicznym Cerkiew) na styl gregoriański, w przypadku Słowian wschodnich (Białoruś, Rosja, Ukraina) obchody Iwana Kupały zostały dodatkowo przesunięte na okres 6-7 lipca (analogicznie jak np. przesunięciu uległ w obrządku prawosławnym termin Bożego Narodzenia na 7 stycznia).

## Nazewnictwo i etymologia
- język staroruski: kupalija[10], kupaly mn.[11]
  - język rosyjski: Iwan Kupała, Iwanow dienʹ[1], Kupała[12], kupała, Kupało[13]
    - dialekty: kupałni mn.; kupalnica: kupalenka „ognisko w polu”[13]; Jariło[14]

  - język ukraiński: Iwan Kupało[1], Soncekres, Kupajło, Kupajłyca[15], kupała, kupałeńka, kupa(j)łoczka[13]
    - Polesie: Iwan Pietrow, Iwan Pietrowny[16]

  - język białoruski: kupałle[13], Jan Kupalny[1]
    - dialekty: kupała[13]

W polskich dialektach zachowały się pożyczki z języków wschodniosłowiańskich:
- Podlasie i Lubelskie: kupała, kąpała, kąpałeczka
- Podlasie, Lubelskie, Sieradzkie, Kaliskie: kupalonecka, kopernacka, kopernocka, kupalnocka

W języku staroczeskim (XV w.) zachowało się kupadlo „różnobarwna nić, którą przewiązywano podarunki, dawane z okazji sobótki; podarunek ofiarowany chłopcom przez dziewczęta z okazji sobótki”. W Słowacji poświadczono ludowe kupadla „sobótka”.
Nazwa ta pojawia się już na etapie języka staroruskiego. Izmaił Sriezniewski w swoich Materiałach do języka staroruskiego podaje hasła: kupalija „Noc Świętojańska” (W Kodeksie Hipackim pod rokiem 1262: Litva že izŭgnaša Ezdovŭ na kanunŭ i Ivanę dn:i. na samaję kupalĭję), kupalo „chrzciciel, baptysta” (bez przykładu), kupaly „dzień Św. Jana” (a mirŭ otŭ Pokrova Bogorodicy do Ivana dne do Kupalŭ, a otŭ Ivana dne za dva lětŭ). Epigraf nr. 78 w Soborze Mądrości Bożej w Nowogrodzie, datowany na koniec XI – początek XII wieku, zawiera napis Na Kupalię. Według etnografki Wiery Sokołowej, Kupała to nazwa przywleczona w trakcie chrystianizacji, która pojawiła się wśród wschodnich Słowian w następstwie zbiegania się w czasie z dniem Jana Chrzciciela.
Według jednej wersji nazwa (Iwan) Kupała/Kupało jest wariantem imienia (Jan) Chrzciciel (por. ukr. Iwan Chrestytel) i kalkuje ona starogrecki odpowiednik (Iōánnēs ho) baptistḗs. Greckie baptistḗs „chrzciciel, baptysta” pochodzi od czasownika baptízō „zanurzać; myć; kąpać; chrzcić, konsekrować, zanurzać w chrzcielnicy”, który w języku staroruskim pierwotnie oddano przez słowo kǫpati/kupati „myć, kąpać”, wyparte później przez krĭstiti „chrzcić”. Prasłowiańską formę czasownika rekonstruuje się jako ‎*kǫpati ‘zanurzać w wodzie, kąpać, myć’.
Według drugiej wersji samo słowo Kupało może pochodzić już z prasł. ‎*kǫpadlo (por. st.czes. kupadlo, serb.-chorw. kùpalo, dłuż., głuż. kupadło „miejsce do kąpania”), które składa się z omówionego czasownika ‎*kǫpati i przyrostka ‎*-dlo. Polska forma tego słowa, gdyby istniała, brzmiałaby *kąpadło. Nazwa święta miałaby wiązać się z tym, że podczas Nocy Kupały zażywano pierwszej uroczystej kąpieli, a powiązanie ze św. Janem Chrzcicielem jest wtórne.

## Historia

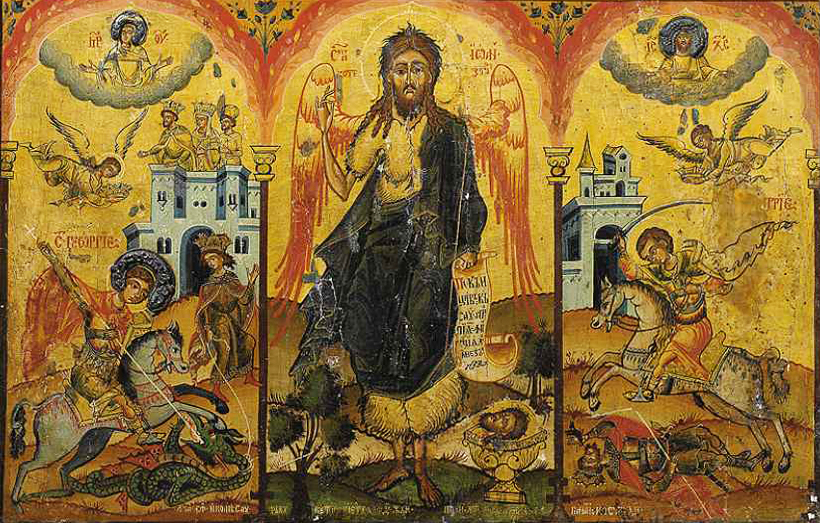
Fragment rosyjskiej ikony symbolizującej lato:
• Jerzy Zwycięzca, w dniu którego rozpoczyna się sezon letni
• Jan Chrzciciel, w którego dniu świętuje się przesilenie letnie
• Dymitr z Tesaloniki, w którego dniu kończy się sezon letni

Według wielu badaczy Noc Kupały to schrystianizowane prasłowiańskie lub wschodniosłowiańskie święto przesilenia letniego. Według Nikołaja Galkowskiego „Noc Kupały łączyła w sobie dwa elementy: pogański i chrześcijański”. Według Hołobuckiego i Karadobrej jednym z argumentów przemawiających za starożytnością święta jest wytwarzanie ognia poprzez tarcie drewna. Natomiast według Andrzeja Kempińskiego „Widoczna ambiwalencja (mężczyzna-kobieta, ogień-drewno, jasność-ciemność) zdaje się świadczyć o prastarej genezie święta łagodzącego sprzeczności dualnego społeczeństwa”. Punkt widzenia na przedchrześcijańskie pochodzenie święta jest krytykowany przez historyka Władimira Pietruchina i etnografa Aleksandra Strachowa.

### BóstwoKupała
Od XVII w. pojawiają się źródła, według których święto jest poświęcone bóstwu Kupało, którego mieli czcić Słowianie. Współcześni badacze negują jednak istnienie takiego bóstwa.

## Obrzędy i wierzenia

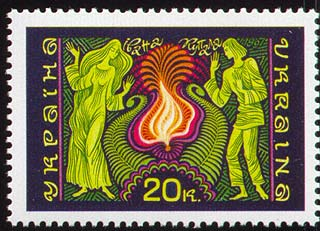
Iwan Kupała, kwiat paproci. (znaczek Ukrainy), 1997

W tym dniu zwyczajowo modlono się do św. Jana Chrzciciela przy bólach głowy i za dzieci.
Noc Kupały wypełniona jest rytuałami związanymi z wodą, ogniem i ziołami. Większość rytuałów Kupały odbywa się w nocy. Kąpiel przed zachodem słońca uważano za obowiązkową: na północy Rosjanie częściej kąpali się w łaźniach, a na południu w rzekach i jeziorach. Bliżej zachodu słońca, na wysokim terenie lub w pobliżu rzek, rozpalano ogniska. Czasami ogień rozpalano w tradycyjny sposób – pocierając drewno o drewno. W niektórych miejscach na Białorusi i Polesiu Wołyńskim ten archaiczny sposób rozpalania ognia na święto zachował się do początku XX wieku.
Według Wiery K. Sokołowej, wśród Słowian Wschodnich święto zostało zachowane w najbardziej „archaicznej” formie przez Białorusinów. Ukraińcy również zachowali główne archaiczne elementy, ale w XIX wieku zmienili ich znaczenie. Rosjanie albo zapomnieli o głównych elementach ceremonii Kupały, albo przenieśli je na inne święta (dzień Trójcy Świętej, dzień świętego Piotra). W centrum ogniska kupalnego Białorusini umieszczali słup, na którego szczycie mocowano koło. Czasami czaszkę konia, zwaną widʹma, umieszczano na kole i wrzucano do ognia, gdzie płonęła, po czym młodzież bawiła się, śpiewała i tańczyła wokół ognia. Na Białorusi stare, niechciane rzeczy zbierano z podwórek na całej wsi i przewożono na miejsce wybrane na obchody (polana, wysoki brzeg rzeki), gdzie następnie je palono.
Obchody Nocy Kupały wspomina także Latopis Hustyński (XVII wiek):

Ten Kupała... jest obchodzony w wigilię Narodzenia Jana Chrzciciela... w następujący sposób: Wieczorem zbierają się proste dzieci obojga płci i robią korony z trujących ziół lub korzeni, a ci, którzy są nimi odziani, rozpalają ogień, a inni kładą zieloną gałąź i biorąc się za ręce wokół ognia, śpiewając pieśni... Potem skaczą przez ogień...

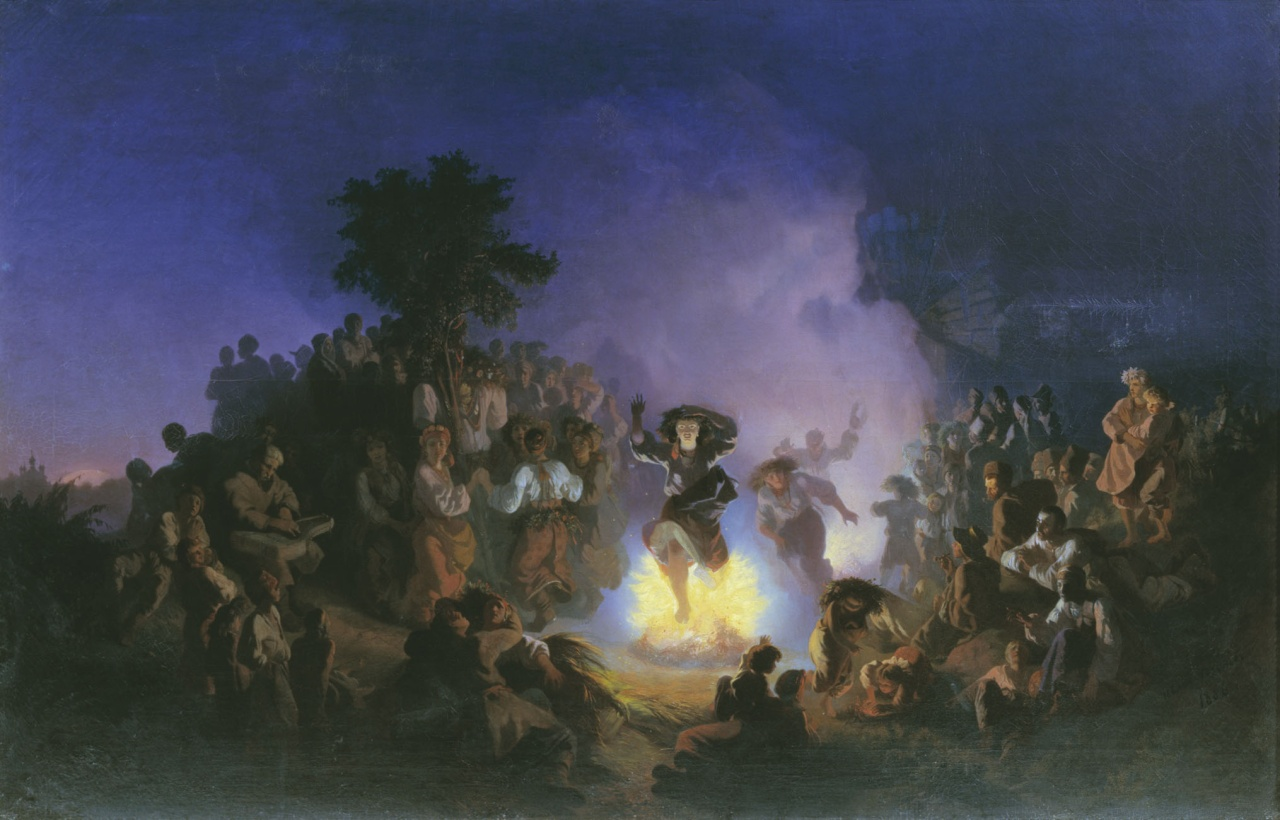
Iwan I. Sokołow Nocz na Iwana Kupału (1856). Muzeum Sztuk Pięknych w Niżnym Tagilu

W Noc Kupały wybierano „narzeczonych” i przeprowadzono ceremonie zaślubin: przeskakiwano przez ogień trzymając się za ręce, wymieniano się wiankami (symbol panieństwa), szukano kwiatu paproci i kąpano się w porannej rosie. W tym dniu „zaorywano wiejskie drogi, aby «swaty prędzej przyszły», lub zaorywano bruzdę do domu chłopca, aby szybciej się zaręczył” .
W niektórych miejscach tradycji ukraińskiej i białoruskiej dopiero po Kupale przestano śpiewać wiośnianki. Słowianie wschodni i zachodni mieli zakaz jedzenia wiśni przed tym dniem. Wschodni Słowianie wierzyli, że kobiety nie powinny jeść jagód przed dniem św. Jana, w przeciwnym razie ich małe dzieci umrą.
Zwyczaj publicznego potępiania i ośmieszania w dniu Nocy Kupały (także w dzień św. Jerzego i dzień Trójcy Świętej) jest dobrze znany. Krytyka i potępienie są zwykle skierowane do mieszkańców własnej lub sąsiedniej wsi, którzy naruszyli normy społeczne i moralne w ciągu ostatniego roku. To społeczne potępienie można usłyszeć w ukraińskich i białoruskich pieśniach, które zawierają motywy kłótni między dziewczętami i chłopcami lub mieszkańcami sąsiednich wsi. Potępienie i wyśmiewanie są wyrażane publicznie i służą jako regulator stosunków społecznych.
Zgodnie z wierzeniami Hucułów, po Kupale przychodzą „jarzębinowe noce”, kiedy często występują grzmoty i błyskawice. Są to dni, kiedy gromowładne duchy chodzą, wysyłając błyskawice na ziemię. „A potem między ciemnym niebem a szczytami gór wyrosną drzewa ognia, łącząc niebo z ziemią. I tak będzie aż do dnia Eliasza, starożytnego Święta Grzmotów”, po którym, jak mówią, „grzmoty przestaną walić”.
Aleksander N. Wiesiełowski wskazywał na podobieństwa między słowiańskimi zwyczajami dnia św. Jana a greckimi zwyczajami święta Proroka Eliasza (Eliasza Gromowładnego).

### Rytualne potrawy
Poświęcenie pierwszych owoców dojrzewających w tym czasie mogło zbiegać się w czasie ze świętem Nocy Kupały.
W niektórych rosyjskich miejscowościach warzono „wotywną kaszę”: w dzień św. Juliany (22 czerwca) dziewczęta zbierały się na rozmowę i śpiewając ubijały jęczmień w moździerzu. Rano w dzień św. Agrypiny (23 czerwca) jęczmień był używany do gotowania „wotywnej kaszy”. W ciągu dnia kasza ta była podawana biednym, a wieczorem, posypana masłem, była spożywana przez wszystkich.
Wśród Białorusinów smakołyki przynoszone z domów były spożywane zarówno w oddzielnych grupach, jak i podczas „imprez składkowych” i składały się one z twarogu (wareniki), sera, kaszy mącznej (kulagi), słodkiego ciasta (babka) z mielonymi nasionami konopi, cebuli, czosnku, kwasu chlebowego (chłodniki), jajek na smalcu. Na Białorusi w XIX wieku podczas święta pito wódkę, a na Podlasiu i w Karpatach wino. Pieśni zachowały wzmiankę o starożytnych napojach tej nocy:

Ciebie, Kupalnoczko, ugoszczę,

Zielonym winem poczęstuję,

Pszenicznym winem napoję,

I białym serem nakarmię.

### Woda

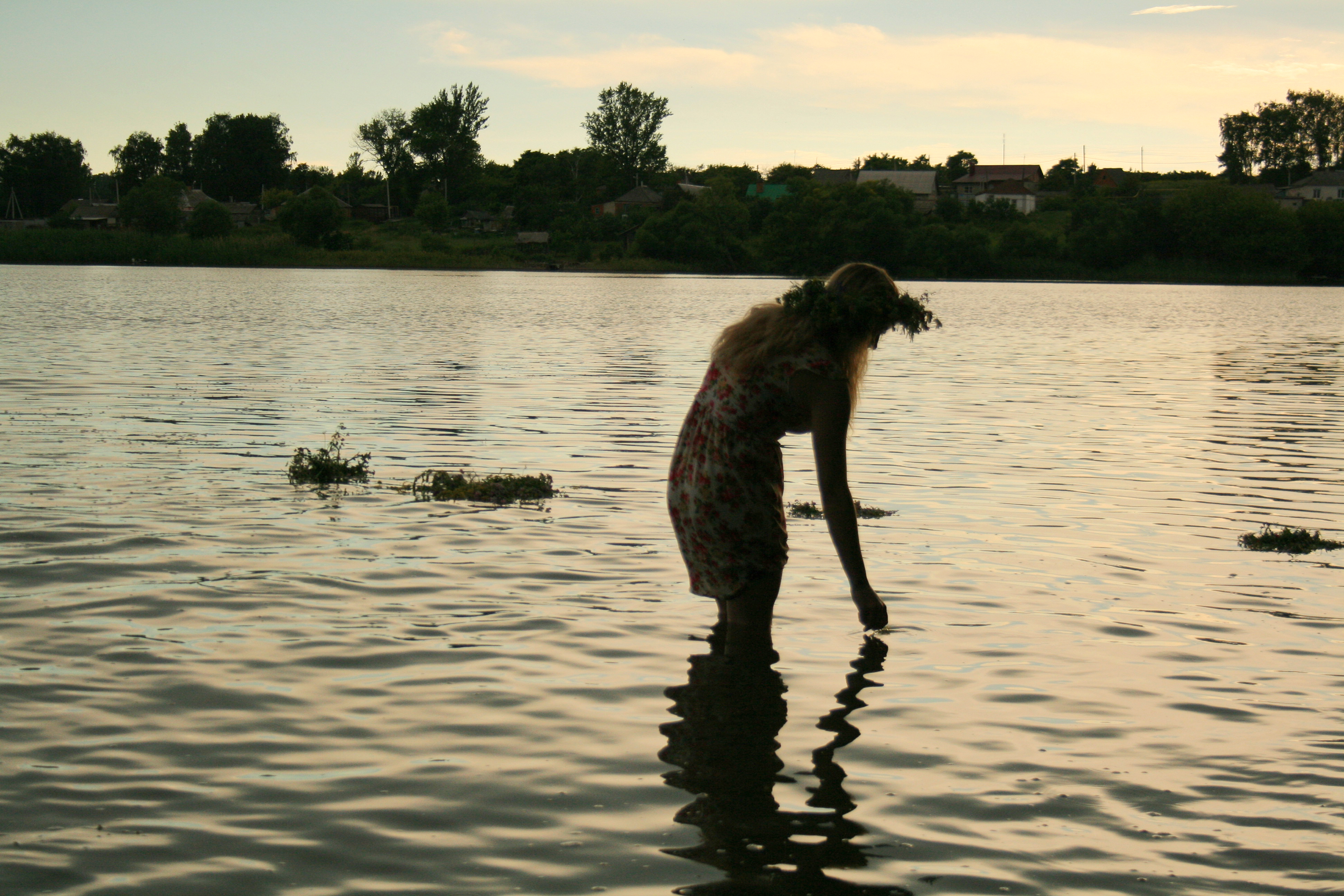
Wróżby na wieńcach

Obowiązkowym zwyczajem tego dnia była masowa kąpiel. Wierzono, że w tym dniu wszystkie złe duchy wyjdą z rzek, więc można było bezpiecznie pływać aż do dnia Proroka Eliasza. Woda świętojańska posiadała również życiodajne i magiczne właściwości.
W miejscach, gdzie nie wolno było kąpać się w rzekach (z powodu rusałek), ludzie kąpali się w „świętych źródłach”. Na Rosyjskiej Północy w przeddzień Nocy Kupały, w dniu św. Agrypiny, podgrzewano łaźnie, w których myto i parzono ludzi, parząc też zebrane w tym dniu zioła. Woda czerpana ze źródeł w dniu św. Jana miała cudowne i magiczne moce.
W to święto, zgodnie z powszechnym znakiem, woda może „zaprzyjaźnić się” z ogniem. Symbolem tego połączenia było ognisko rozpalane wzdłuż brzegów rzek. Wianki były często używane do wróżenia w Noc Kupały: jeśli unosiły się na wodzie, oznaczało to szczęście i długie życie lub małżeństwo.
XVI-wieczny rosyjski skryba próbował wyjaśnić nazwę (Kupalnica) i uzdrawiającą moc dnia św. Jana, odwołując się do starotestamentowej legendy o Tobiaszu. Jak pisze, to właśnie tego dnia Tobiasz wykąpał się w Tygrysie, gdzie za radą archanioła Rafaela odkrył rybę, której wnętrzności wyleczyły jego ojca ze ślepoty.

### Ognisko

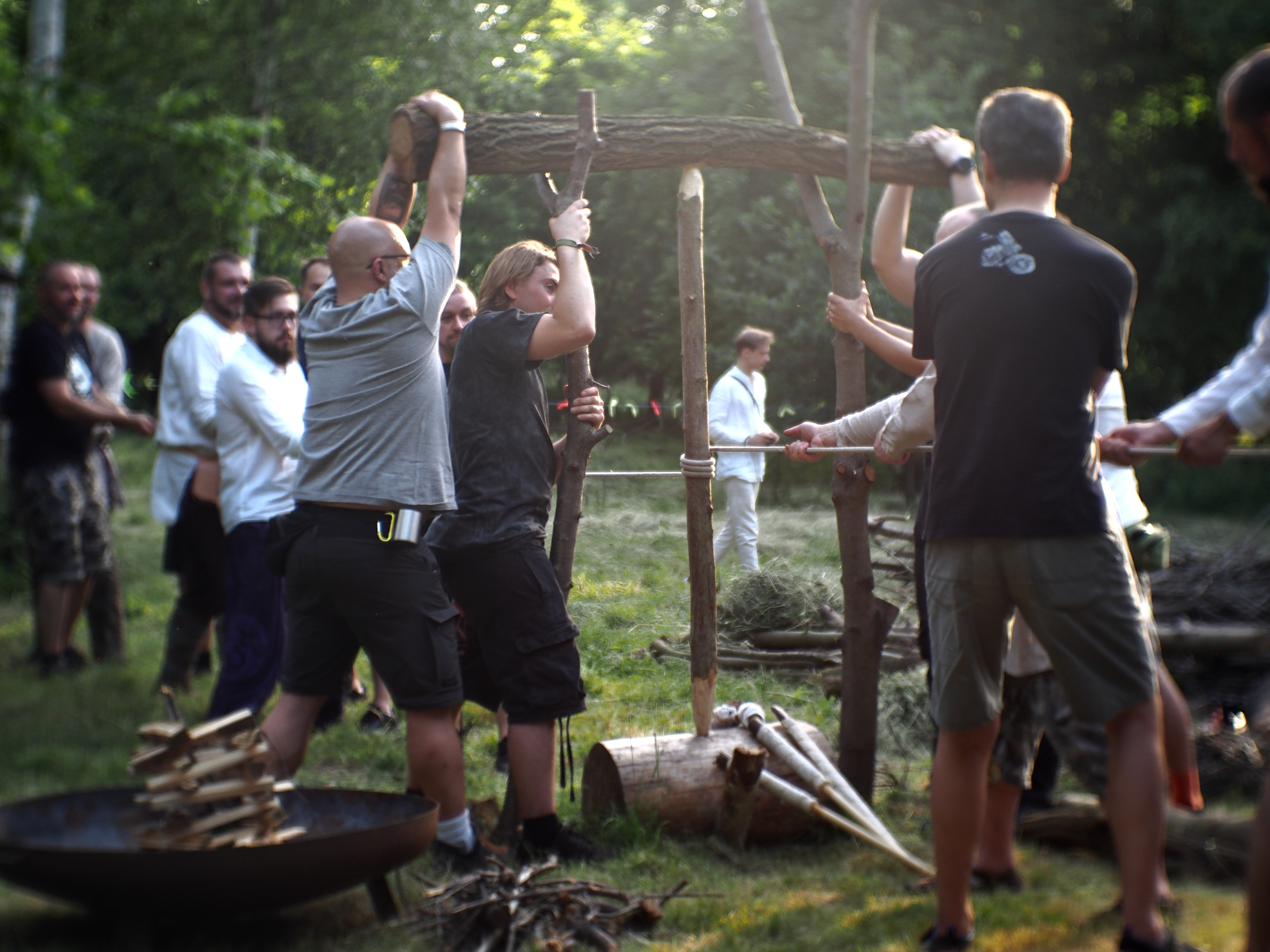
Rytualne rozpalanie ognia przy pomocy świdra ogniowego

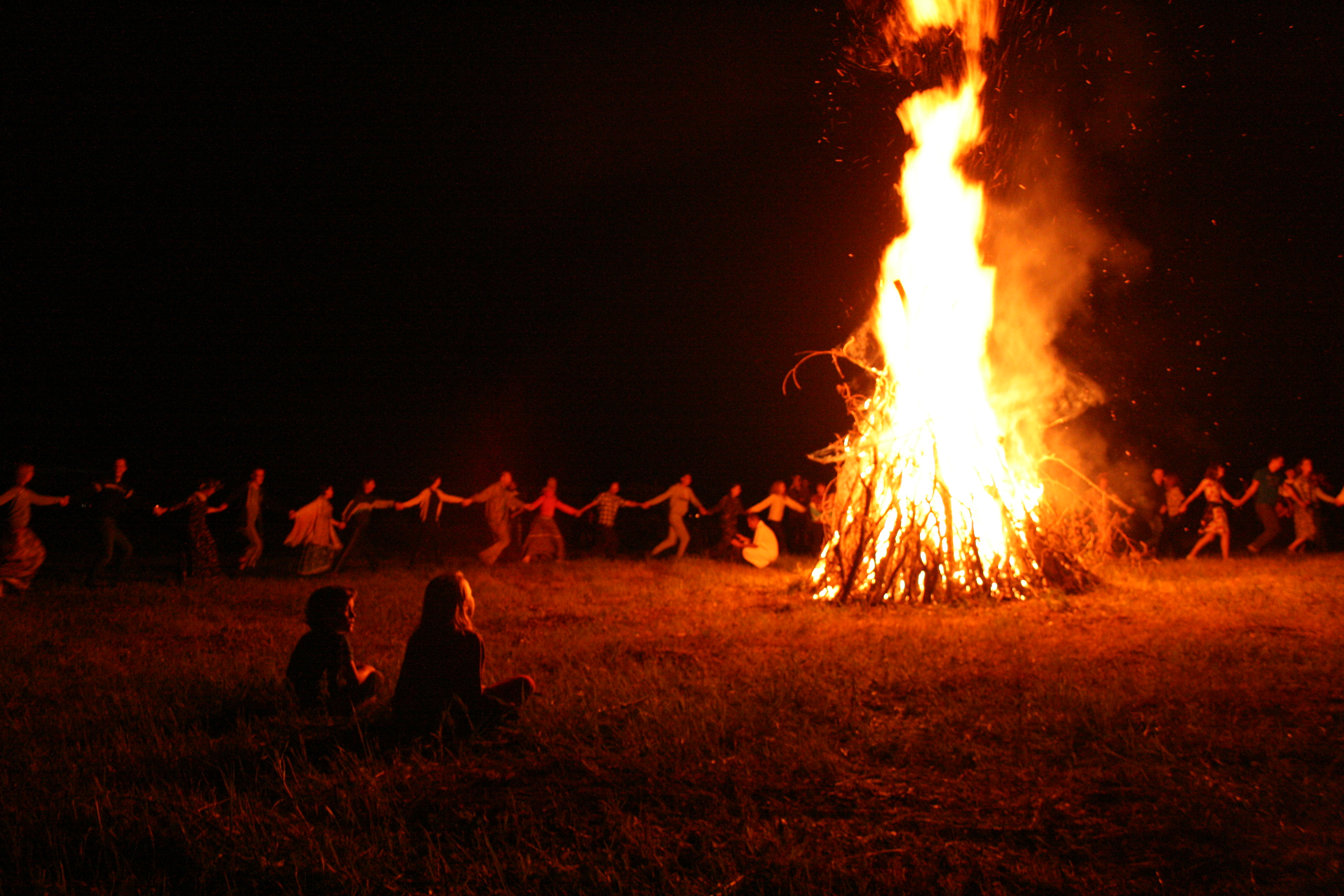
Ognisko kupalne

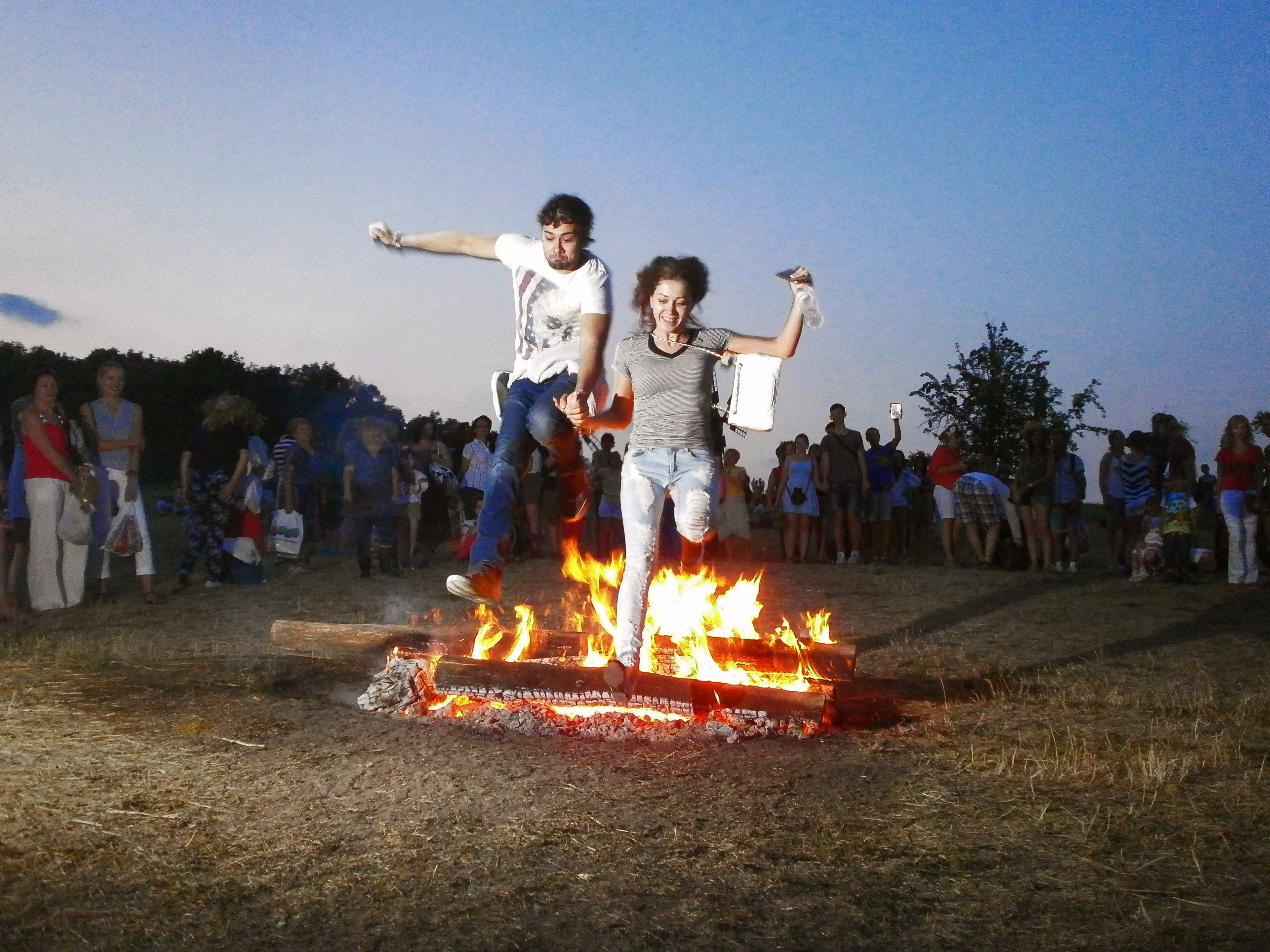
Para skacząca przez ognisko w Pirogowie na Ukrainie

Główną cechą nocy Kupały są ogniska oczyszczające. Młodzieńcy zwozili ogromną ilość chrustu z całej wioski i ustawiali wysoką piramidę, ze słupem pośrodku, na którym umieszczano koło, beczkę ze smołą, czaszkę konia lub krowy (Polesie) itp. W opinii Tatjany Agapkinowej i Ludmiły N. Winogradowej symbol wysokiego słupa z przymocowanym do niego kołem ogólnie korelował z uniwersalnym obrazem drzewa świata.
Ogniska rozpalano późnym wieczorem i płonęły one najczęściej do rana. W różnych tradycjach istnieją dowody na wymóg rozpalania ogniska Kupały „żywym ogniem”, wytwarzanym przez tarcie; w niektórych miejscach ogień był przenoszony do domu i rozpalany w palenisku. Wszystkie kobiety z wioski musiały podejść do ognia, ponieważ każda, która nie przyszła, była podejrzewana o czary. Wokół ogniska prowadzono korowód, tańczono, śpiewano pieśni kupalne, przeskakiwano przez ognisko: kto skoczy z większym powodzeniem i wyżej, będzie szczęśliwszy. Dziewczęta przeskakują nad ogniem, aby „oczyścić się i uchronić przed chorobami, zepsuciem, zaklęciami” oraz aby „rusałki nie atakowały i nie przychodziły w ciągu roku”. Dziewczynę, która nie przeskoczyła przez ogień, nazywano czarownicą (Słowianie Wschodni, Polska); oblewano ją wodą i biczowano pokrzywami, ponieważ nie została „oczyszczona” przez ogień chrzcielny. W guberni kijowskiej dziewczyna, która straciła dziewictwo przed zamążpójściem, nie mogła przeskoczyć przez ognisko podczas Nocy Kupały, ponieważ w ten sposób zbezcześciłaby je.
Na Ukrainie i Białorusi dziewczęta i chłopcy trzymali się za ręce i skakali przez ogień w parach. Uważano, że jeśli ich dłonie pozostaną razem podczas skoku, będzie to wyraźny znak ich przyszłego małżeństwa; to samo, jeśli za nimi polecą iskry. W guberni homelskiej chłopcy zwykli kołysać dziewczęta w ramionach nad ogniskiem Kupały, aby chronić je przed czarami. Młodzież i dzieci skakały przez ogniska, organizowali hałaśliwe zabawy: biegali i grali w gorzełki.
Oprócz ognisk, w niektórych miejscach w Noc Kupały podpalano koła i beczki ze smołą, które następnie staczano z gór lub przenoszono na słupach, co jest wyraźnie związane z symboliką przesilenia.
Na Białorusi, u galicyjskich Polaków i karpackich Słowaków ognie chrzcielne nazywano Sobótkami od zachodniosłowiańskiej soboty jako „dnia odpoczynku”.
Na Mazowszu, w noc świętojańską, wokół ogniska zbierały się gospodynie i niezamężne dziewczęta. Panny rozpoczynały taniec, a starsze kobiety wypijały w ciszy wódkę i wrzucały do ognia przyniesione zioła( rutę, dziewannę, bylicę, szałwię), śpiewając:
Niechaj ruty w ogniu trzeszczy,
Czarownica w ogniu wrzeszczy
Niech bylicy gałąź pęka,
Czarownica próżno stęka.
Myśmy przyszły tu z daleka,
Nie zabiorą nam już mleka

### Pieśni kupalne
Wielu folklorystów uważa, że treść pieśni kupalnych jest słabo związana z obrzędami i mitologicznym znaczeniem święta. Wielogatunkowe teksty pieśni obejmują wiele lirycznych pieśni o tematyce miłosnej i rodzinnej, żartobliwe przyśpiewki między chłopcami i dziewczętami, korowodowe pieśni taneczne i gry, ballady itp. Jako pieśni kupalne identyfikowane są przez konkretne melodie i określony okres kalendarzowy. W innych okresach nie było zwyczaju śpiewania takich pieśni.

### Wianek
Wianek był obowiązkowym atrybutem zabaw. Wykonywano go przed świętem z dzikich ziół i kwiatów. Obrzędowe użycie wieńca kupalnego wiąże się również z magicznym rozumieniem jego kształtu, który zbliża go do innych okrągłych i perforowanych przedmiotów (pierścień, obręcz, bochenek itp.). Zwyczaje dojenia lub sączenia mleka przez wieniec, sięgania i przeciągania czegoś przez wieniec, patrzenia, nalewania, picia, mycia przez niego opierają się na tych atrybutach wieńca.
Wierzono, że każda roślina nadawała wieńcowi szczególne właściwości, a sposób jego wykonania – skręcanie i wyplatanie – również dodawał mu symboliki. Wieńce często wykonywano z barwinka, bazylii, bodziszka, paproci, róż, jeżyn, gałęzi dębu i brzozy itp.
Podczas święta wieniec najczęściej niszczono: wrzucano do wody, palono w ognisku, rzucano na drzewo lub dach domu, wynoszono na cmentarz itp. Czasami wieniec zachowywano i wykorzystywano do leczenia, ochrony pól przed gradobiciem i ogrodów warzywnych przed „robakami”.
Na Polesiu, o świcie dnia św. Jana, chłopki wybierały najładniejszą dziewczynę spośród siebie, rozbierały ją do naga i owijały od stóp do głów wiankami z kwiatów, po czym szły do lasu, gdzie „dziewko-kupało” (jak nazywano wybraną dziewczynę) rozdawała przygotowane wcześniej wianki swoim koleżankom. Zawiązywała sobie oczy, a dziewczyny chodziły wokół niej w wesołym tańcu. Wianek, który ktoś otrzymał, służył do przepowiadania przyszłego losu: świeży wianek oznaczał bogate i szczęśliwe małżeństwo, suchy wianek oznaczał biedę i nieszczęśliwe małżeństwo: „nie będzie miała szczęścia-doli, będzie żyła w niedoli”.

### Drzewko kupalne
Na drzewko kupalne, w zależności od regionu, wybierano młodą brzozę, wierzbę, klon, świerk lub ścięty wierzchołek jabłoni. Dziewczęta ozdabiały go wieńcami, polnymi kwiatami, owocami, wstążkami, a czasem świecami; następnie zabierały go poza wioskę, wbijały w ziemię na polanie i tańczyły, chodziły i śpiewały wokół niego. Później chłopcy dołączali do zabawy, udając, że kradną choinkę lub ozdoby z niej, przewracają ją lub podpalają, a dziewczynki ją chroniły. Na koniec wszyscy razem mieli utopić choinkę w rzece lub spalić ją w ognisku.
Do rytuału nie można było ścinać drzewka, lecz po prostu ubrać wybrane drzewko, znajdujące się w dogodnym miejscu do korowodu. W obwodzie żytomierskim, w jednej ze wsi, wybrano do tego suchą sosnę, rosnącą poza wsią w pobliżu rzeki; nazywano ją hilcem. Świętujący wrzucali spalony pień drzewka do wody, a następnie uciekali, aby „wiedźma (ich) nie dogoniła”.

### Zioła lecznicze i magiczne

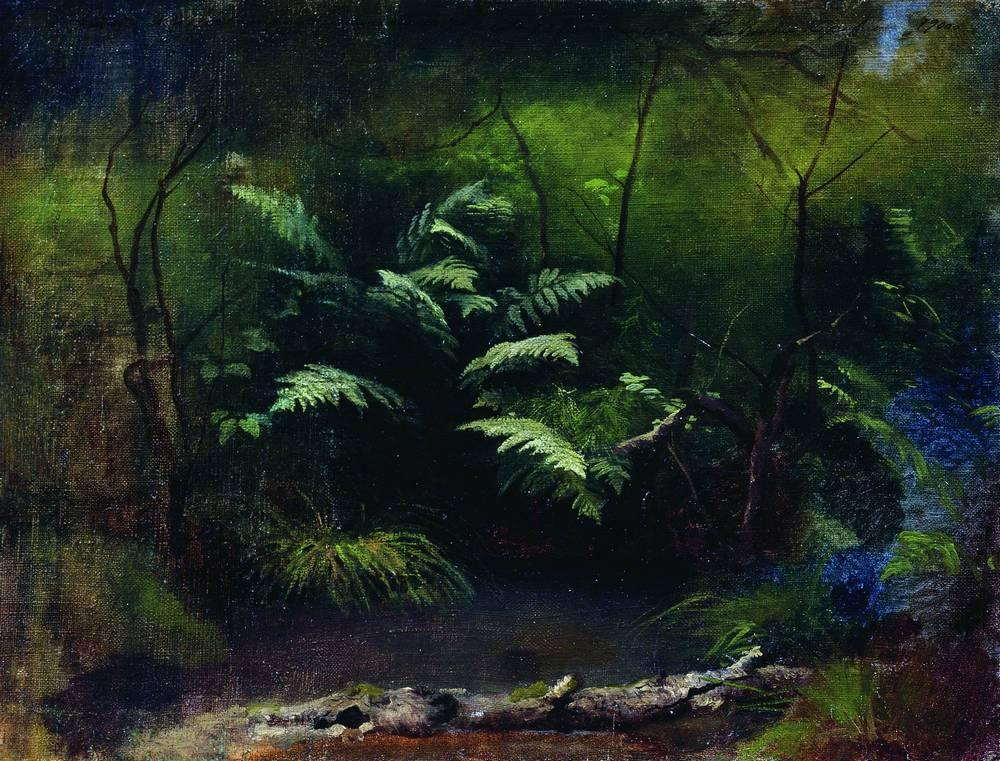
Isaak I. Lewitan, Paporotniki u wody, 1895

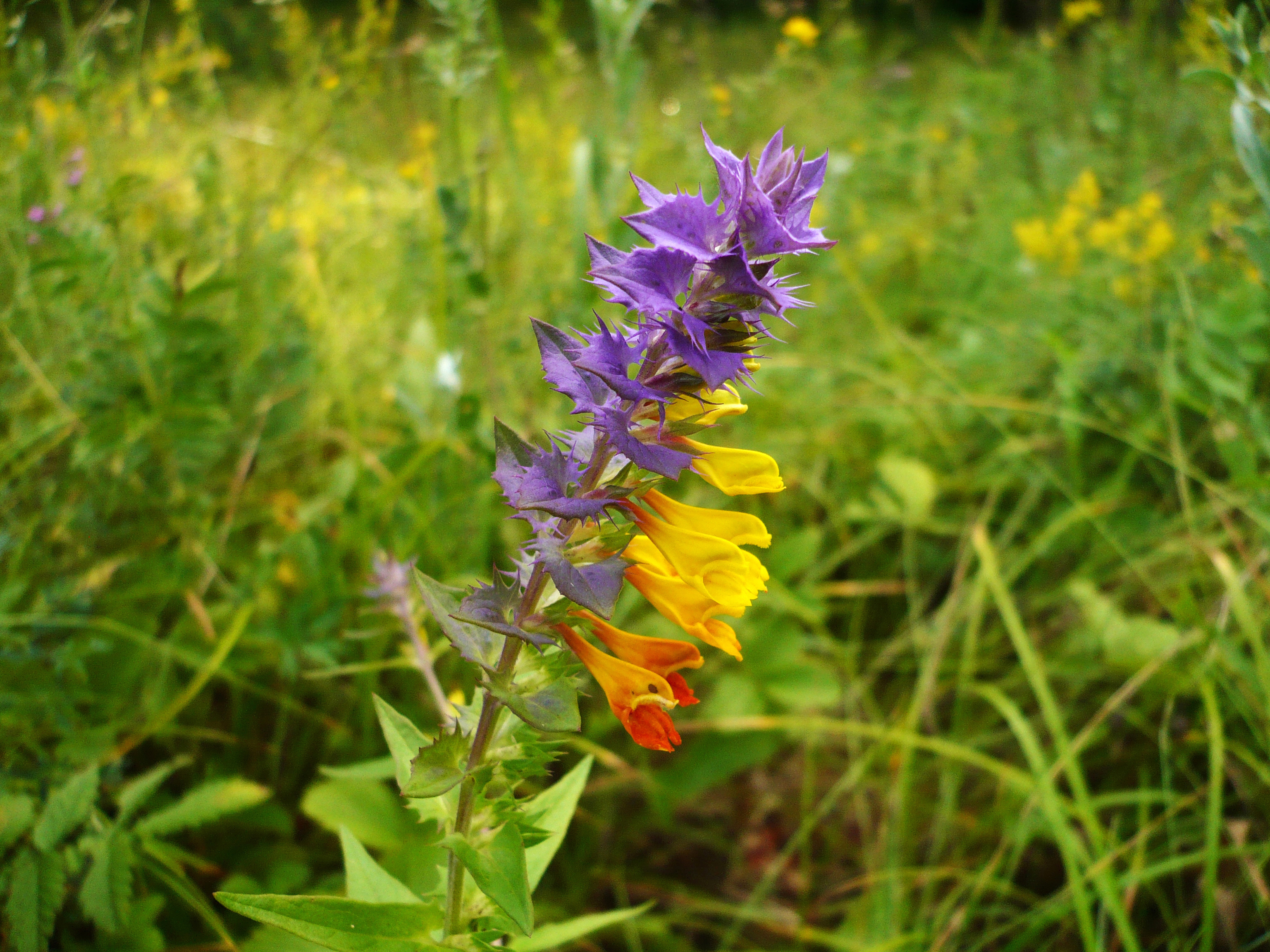
Iwan-da-marja – pszeniec gajowy

Charakterystycznym znakiem święta Nocy Kupały są liczne zwyczaje i legendy związane ze światem roślin. Zieleń była używana jako uniwersalny amulet: wierzono, że chroni przed chorobami i epidemiami, złym okiem i zepsuciem; przed czarownikami i czarownicami, nieczystymi mocami, „chodzącymi” zmarłymi; przed naturalnymi błyskawicami, huraganem, ogniem; przed wężami i drapieżnymi zwierzętami, szkodnikami owadów, robakami. Jednocześnie kontakt ze świeżą zielenią był postrzegany jako magiczny środek zapewniający płodność i udaną hodowlę zwierząt gospodarskich, drobiu i upraw.
Wierzono, że tego dnia najlepiej zbierać zioła lecznicze, ponieważ rośliny otrzymują wielką moc od słońca i ziemi. Niektóre zioła zbierano w nocy, inne po południu przed obiadem, a jeszcze inne przy porannej rosie. Podczas zbierania ziół leczniczych odmawiano specjalną modlitwę (zamawianie).
Zgodnie z białoruskimi wierzeniami, zioła kupalne są najbardziej lecznicze, jeśli są zbierane przez „starych i młodych”, tj. starców i dzieci – jako najbardziej czyste (nie prowadzące życia seksualnego, nie mające comiesięcznego oczyszczania itp.).
Paproć i tzw. kwiat Iwan-da-marja (np. pszeniec gajowy; dosł. Jan i Maria) były związane ze specjalnymi legendami kupalnymi. Nazwy tych roślin pojawiają się w pieśniach kupalnych. Dziewczęta szukały ziela( za najskuteczniejszy uważany był nasięźrzał, czyli języczek- gatunek paproci), które miało im zapewnić powodzenie i miłość ukochanego. Aby zerwać wypatrzoną za dnia roślinę, musiały przed północą pójść do lasu, rozebrać się do naga, rozpuścić włosy i wypowiedzieć zaklęcia:
Nasięźrzale, rwę cię śmiele,
Pięcią palcy, szóstą dłonią,
Niech się chłopcy za mną gonią
Słowianie wierzyli, że tylko raz w roku, w dzień św. Jana, zakwita paproć. Ten mityczny kwiat, który nie istnieje w naturze, ma dawać tym, którzy go zerwą i zachowają przy sobie, cudowne moce. Zgodnie z wierzeniami, posiadacz kwiatu staje się jasnowidzem, może rozumieć język zwierząt, widzieć wszystkie skarby, bez względu na to, jak głęboko są w ziemi, i wchodzić do skarbców bez przeszkód, trzymając kwiat przy zamkach i ryglach (muszą się przed nim rozpadać), władać nieczystymi duchami, władać ziemią i wodą, stać się niewidzialnym i przybrać dowolną postać.
Jednym z głównych symboli Dnia Świętego Jana był kwiat Iwan-da-marja, który symbolizował magiczne połączenie ognia i wody. Pieśni kupalne łączą pochodzenie tego kwiatu z bliźniakami – bratem i siostrą – którzy wdali się w zakazany romans i z tego powodu zamienili się w kwiat. Historia kazirodztwa bliźniaków znajduje liczne podobieństwa w mitologiach indoeuropejskich.
Z nazwą święta związane są nazwy niektórych roślin, np. czes. kupadlo „stokłosa”, „kanianka koniczynowa”, kupalnice „jaskier”, pol. kupalnik „Arnica”, ukr. dial. kupała „mniszek pospolity”, „podbiał”, ros. kupało „jaskier ostry”.

### Ochrona przed złymi duchami
Wierzono, że w Noc Kupały wszystkie złe duchy budzą się do życia i szkodzą ludziom; że należy wystrzegać się „złośliwości demonów – domowików, wodników, leszych, rusałek”.
Aby zapobiec „odbieraniu” mleka krowom przez czarownice, Rosjanie wbijali na pastwiskach poświęconą wierzbę, a na Ukrainie właściciel wbijał w podwórze osikowe paliki. W tym samym celu na Polesiu wieszano w bramie stajni pokrzywy, podarte męskie spodnie lub lustro. Na Białorusi za pomocą osikowych gałązek i kołków broniono nie tylko bydła, ale także upraw, „aby czarownice nie zabrały zarodników”. Aby odstraszyć złe duchy, zwyczajowo wbijano ostre i kłujące przedmioty w stoły, okna, drzwi itp. U Słowian wschodnich, gdy do domu wchodziła czarownica, w stół od dołu wbijano nóż, aby uniemożliwić jej opuszczenie domu. Słowianie południowi wierzyli, że wbicie noża lub gałęzi głogu w drzwi uchroni ich przed wampirami lub zmorami. W noc Kupały Słowianie wschodni wbijali kosy, widły, noże i gałęzie niektórych drzew w okna i drzwi domów i stodół, chroniąc swoją przestrzeń przed złymi duchami.
Uważano, że aby uchronić się przed atakiem czarownic, należy kłaść pokrzywy na progu i na parapetach okiennych. Ukraińskie dziewczęta zbierały piołun, ponieważ wierzyły, że boją się go czarownice i rusałki.
Na Podolu w dzień św. Jana zbierano kwiaty konopi („kaszkę”) i rozsypywano je przed wejściami do domów i obór, aby zagrodzić czarownicom drogę. Aby uniemożliwić czarownicom ich kradzież i wjechanie na Łysą Górę (żaden koń nie wróci stamtąd żywy), konie muszą zostać zamknięte. Białorusini wierzyli, że podczas Nocy Kupały domowiki ujeżdżały konie i torturowały je.
Na Ukrainie i Białorusi magiczne moce przypisywano głowni z ogniska kupalnego. Na zachodnim Polesiu młodzi ludzie wyciągali żagwie z ognia, biegali z nimi jak z pochodniami, wymachiwali nimi nad głowami, a następnie rzucali je na pola, „by chroniły plony przed złymi mocami”.
Na Polesiu kobieta, która nie przyszła na ognisko, była nazywana przez młodzież czarownicą, przeklinana i dokuczano jej. Aby zidentyfikować i unieszkodliwić czarownicę, drogę, po której zwykle przepędza się bydło, blokowano nicią, zaorywano pługiem lub broną, posypywano nasionami lub mrówkami i polewano wywarem z mrówek, wierząc, że krowa czarownicy nie będzie w stanie pokonać przeszkody.
Według słowiańskich wierzeń korzeń krwawnicy pospolitej wykopany w dzień św. Jana był w stanie odstraszyć czarowników i czarownice; mógł być używany do wypędzania demonów z opętanych i opętujących.

### Gry młodzieżowe
Gry miały zazwyczaj motyw miłosno-małżeński: gorzełki, zabawa w ganianego, korszun, cełowki; gry w piłkę (miaczewucha, w baryszy i in.).

### Rytualne psoty
W noc Kupały, a także w jedną z nocy w okresie zimowych świąt Bożego Narodzenia, wśród wschodnich Słowian młodzież często dopuszczała się rytualnych psot i wybryków: kradli drewno opałowe, wozy, bramy i wciągali je na dachy, podpierali drzwi domów, zakrywali okna itp. Wybryki w noc Kupały to południoworosyjska i poleska tradycja.

### Słońce
Znane jest wierzenie, że w wigilię św. Jana słońce o wschodzie mieni się różnymi kolorami lub odbija się, błyska, zatrzymuje itp. Najczęściej mówi się o tym zjawisku: słońce gra lub skacze; w niektórych tradycjach również kąpie się, skacze, tańczy, chodzi, drży, jest wesołe, wiruje, kłania się, zmienia się, kwitnie, upiększa (Rosja); słońce dostaje wieńca (Polesie).
W niektórych częściach Bułgarii wierzy się, że o świcie w dniu św. Jana na niebie pojawiają się trzy słońca, z których tylko środkowe jest „nasze”, a pozostałe są jego braćmi – świecą o innych porach i nad innymi krainami.
Serbowie nazywali Jana Chrzciciela Sweti Jowan Igritel, ponieważ wierzyli, że w tym dniu słońce zatrzymuje się trzy razy na niebie lub gra. Wyjaśnili zachowanie słońca w dniu Jana, odnosząc się do wersetów Ewangelii odnoszących się do narodzin Jana Chrzciciela: „Gdy Elżbieta usłyszała pozdrowienie Maryi, poruszyło się dzieciątko w jej łonie, a Duch Święty napełnił Elżbietę” (Łk 1,14 w przekładach Biblii.).

## Kościół o obrzędach ludowych
Na średniowiecznej Rusi rytuały i zabawy tego dnia były uważane za demoniczne i zostały zakazane przez władze kościelne. Tak więc w przesłaniu igumena Monasteru Przemienienia Pańskiego Eleazara Pskowskiego Pamfiła (1505) do gubernatora generalnego i władz pskowskich potępiono „pogańskie” zabawy mieszkańców Pskowa w noc Narodzenia Jana Chrzciciela:

W tę świętą noc o mało nie całe miasto wpada w zamęt, i po wsiach zaczynają szaleć na bębnach, piszczałkach i na stronowych instrumentach, we wszelkich nieprzystojnych igrzyskach szatańskich, w klaskaniu i pląsaniu; kobiety i dziewczęta potrząsają głowami, z ust ich wydobywa się obmierzły krzyk, wszelkie wstrętne diabelskie pieśni, wiercą zadem, nogi skaczą i przytupują; tu jest wielki upadek mężczyzn i chłopców, tu jest ich rozpustne przyglądanie się, jak się miotają kobiety i dziewczęta, tu także dla zamężnych kobiet pohańbienie, a dla dziewcząt utrata dziewictwa.

W Stogławie (zbiór decyzji Sobóru Stu Rozdziałów z 1551 r.) również potępia się hulanki podczas uroczystości Nocy Kupały, które wywodzą się z pogaństwa „helleńskiego”:

Ponadto wiele dzieci prawosławnych chrześcijan, z powodu zwykłej ignorancji, angażuje się w helleńskie praktyki diabelskie, różne gry i klaskanie w ręce w miastach i na wsiach przeciwko obchodom Narodzenia Wielkiego Jana Chrzciciela; a w noc tego samego święta i przez cały dzień aż do nocy mężczyźni, kobiety i dzieci w domach i rozsianych po ulicach robią zamieszanie w wodzie wszelkiego rodzaju zabawami i hulankami oraz szatańskim śpiewem i tańcem i gęślami oraz w wielu innych niestosownych manierach i sposobach, a nawet w stanie pijaństwa.

– Stogław, rozdział 92

Jednak pomimo jednoznacznego potępienia tradycji Kupały, mieszkańcy wsi trzymali się ich mocno. Jeszcze w XVIII wieku Nikodem (Kononow) pisał:

Ludzie od dawna są przyzwyczajeni do tych [kupalnych] zwyczajów i nieprędko je porzucą, a gorliwi kapłani muszą znosić obelgi. Na przykład olszański kapłan Potap został prawie pobity przez setnika za tę gorliwość. Zaklęcia, zamówienia, skręcanie kłosów, wróżenie z suszonej ropuchy, czytanie magicznych zeszytów z zaklęciami nawet przez żołnierzy, wróżenie z koszuli ciążowej, ohydne jedzenie – wszystko to było w szerokim obiegu wśród mieszkańców eparchii Biełgorodzkiej.

Współcześni przedstawiciele Rosyjskiego Kościoła Prawosławnego nadal sprzeciwiają się niektórym zwyczajom związanym z tym świętem. Jednocześnie, odpowiadając na pytanie dotyczące „przeplatania się” świąt chrześcijańskich i pogańskich, hieromnich Jow (Gumierow) wyraził opinię:

Odwieczne utrzymywanie się wśród ludu niektórych zwyczajów dnia kupalskiego nie świadczy o podwójnej wierze, ale raczej o niekompletności wiary. W końcu ilu ludzi, którzy nigdy nie uczestniczyli w tych pogańskich rozrywkach, ma skłonność do przesądów i mitologicznych idei. Gruntem do tego jest nasza upadła natura, zniszczona przez grzech.

W 2013 roku, na wniosek RKP, obchody Nocy Kupały i Dzień Neptuna zostały zakazane w okręgu rossoszańskim w obwodzie woroneskim.